# D*Note
D*Note was een Britse acid jazz/triphopgroep uit Londen die onder leiding stond van  Matt Wienevski, die werd bijgestaan door dj Charlie Lexton en toetsenist Matt Cooper. Die groep zoekt in zijn geluid de brug met deephouse. De groep werd het meest bekend door de hit Shed My Skin uit 2002, die uitgroeide tot een danceklassieker die meerdere malen werd gecoverd. Winn combineerde zijn muziek met diverse filmprojecten.

## Geschiedenis
D*Note wordt op initiatief van Matt Wienevski opgericht in 1992. De groep surft met zijn debuutalbum Babel (1993) mee op de populariteit van acid jazz in de vroege jaren negentig. Op Criminal Justice (1995) zoeken ze meer de brug met drum-'n-bass. In deze periode wordt veel samengewerkt met zangeressen Ellis Freeman en Pamela Anderson, de laatste niet te verwarren met de Baywatch-actrice. Groepsleden Cooper en Lexton zijn in de tussentijd ook buiten D*Note actief. Cooper maakt onderdeel uit van de groep Outside en doet ook productiewerk voor Incognito. Lexton heeft zijn eigen soloproject Cool Breeze. Daarmee maakt hij het album Assimilation, waarop een nummer met Imaani staat. In de tweede helft van de jaren negentig waagt Wienevski zich ook aan enkele filmprojecten. Zo maakt hij de korte film Round the Block (1996) en de half uur durende documentaire Coming Down (1997) over drugsgebruikers in Londen, waarvan hij ook een gelijknamige soundtrack maakt. In 1997 verschijnt ook een titelloos album. De single Waiting Hopefully wordt daarvan een bescheiden hit, mede door remixes van Lil Louis, 4hero en Deep Dish. 
Vijf jaar later maakt hij de korte film Out Of The Game, waarvan veel muziek op het album Fuchsia Dog (2002) staat. Dit album brengt ook de hit Shed My Skin voort, gezongen door Anita Kelsey. Hiervan wordt een radioversie door Pete Heller gemaakt. Het nummer valt op door een videoclip van een dansende oude man op het strand. Op het album staat ook het nummer D*Votion, dat ze in 1999 met Beth Hirsch opnamen. In 2006 maken ze met deze Amerikaanse zangeres een heel album. Op Laguna staan covers van Chic, Joni Mitchell, Roy Ayers en Crosby, Stills & Nash. Bij het album hoort de film January 2nd, the movie. Na dit album valt de groep geruisloos uiteen. Shed My Skin blijft populair in de housewereld. In 2009 maken Roog en Erick E er een nieuwe versie van als Housequake. In 2020 maken ook de Bingo Players een coverversie van het nummer. Matt Wienevski wordt daarna actief als producer voor muziek voor reclames. Ook maakt hij de film We Are Happy (2020).

## Discografie

### Albums
- Babel (1993)
- Criminal Justice (1995)
- Coming Up (1996)
- Coming Down (1997)
- D*Note (1997)
- Fuchsia Dog (2002)
- Laguna (ft. Beth Hirsch) (2006)

### Hitlijsten
| Single met eventuele hitnotering(en) in de Nederlandse Top 40 | Datum van verschijnen | Datum van binnenkomst | Hoogste positie | Aantal weken | Opmerkingen             |
| ------------------------------------------------------------- | --------------------- | --------------------- | --------------- | ------------ | ----------------------- |
| Shed My Skin                                                  | 2002                  | 09-11-2002            | 23              | 5            | Dancesmash op Radio 538 |